# Kantara (Syria)
Kantara (arab. قنطرة) – wieś w Syrii, w muhafazie Aleppo, w dystrykcie Al-Bab. W 2004 roku liczyła 465 mieszkańców.